# Lavasoft
Lavasoft es un desarrollador de software. Su producto estrella, Ad-Aware, es usado por 450 millones de usuarios de computadoras en todo el mundo. Hay una versión gratuita descargable llamada Free y tres productos de pago llamados Personal Security, Pro Security y Total Security. La compañía también ofrece el Lavasoft Personal Firewall.
Los cuarteles generales de Lavasoft están localizados en Gotemburgo, Suecia desde 2002. Esto comenzó en Alemania a finales de los 1990s por el creador de Ad-Aware Nicolás Stark. La compañía es gestionada por la CEO Ann-Christine Åkerlund, y el creador Nicolás Stark es todavía un socio. Lavasoft es una compañía privada con 4000 socios en 120 países.

## Productos
- Productos Ad-Aware 2008 Free, Ad-Aware 2008 Plus, Ad-Aware 2008 Pro y Ad-Aware Enterprise 2.1
- Lavasoft Personal Firewall